# Kaş (Landkreis)
Kaş ist ein Verwaltungsbezirk (İlçe) der türkischen Provinz Antalya und gleichzeitig eine Teilgemeinde der 1993 geschaffenen Büyükşehir belediyesi Antalya (Großstadtgemeinde/Metropolprovinz) an der Türkischen Riviera. An ihn grenzen im Westen Fethiye, im Nordwesten Elmalı und im Osten Finike sowie Demre. Im Norden des Landkreises befindet sich die Çayboğazı-Talsperre. Der Hauptort des Bezirks ist Kaş.

## Klima
Kaş hat ein warmes, trockenes Klima, das die Produktion von Orangen, Zitronen, Bananen und Mandeln begünstigt. Darüber hinaus wird Honig produziert. Neben der Agrarwirtschaft spielt der Tourismus eine immer größer werdende Rolle in Kaş.

## Touristische Ziele
Auf dem Gebiet von Kaş befinden sich die historischen Stätten Kekova, Simena und Patara. Weitere Ausflugsziele sind die Blaue Grotte, der 12 Kilometer lange Sandstrand von Patara und Kaputaş Beach.

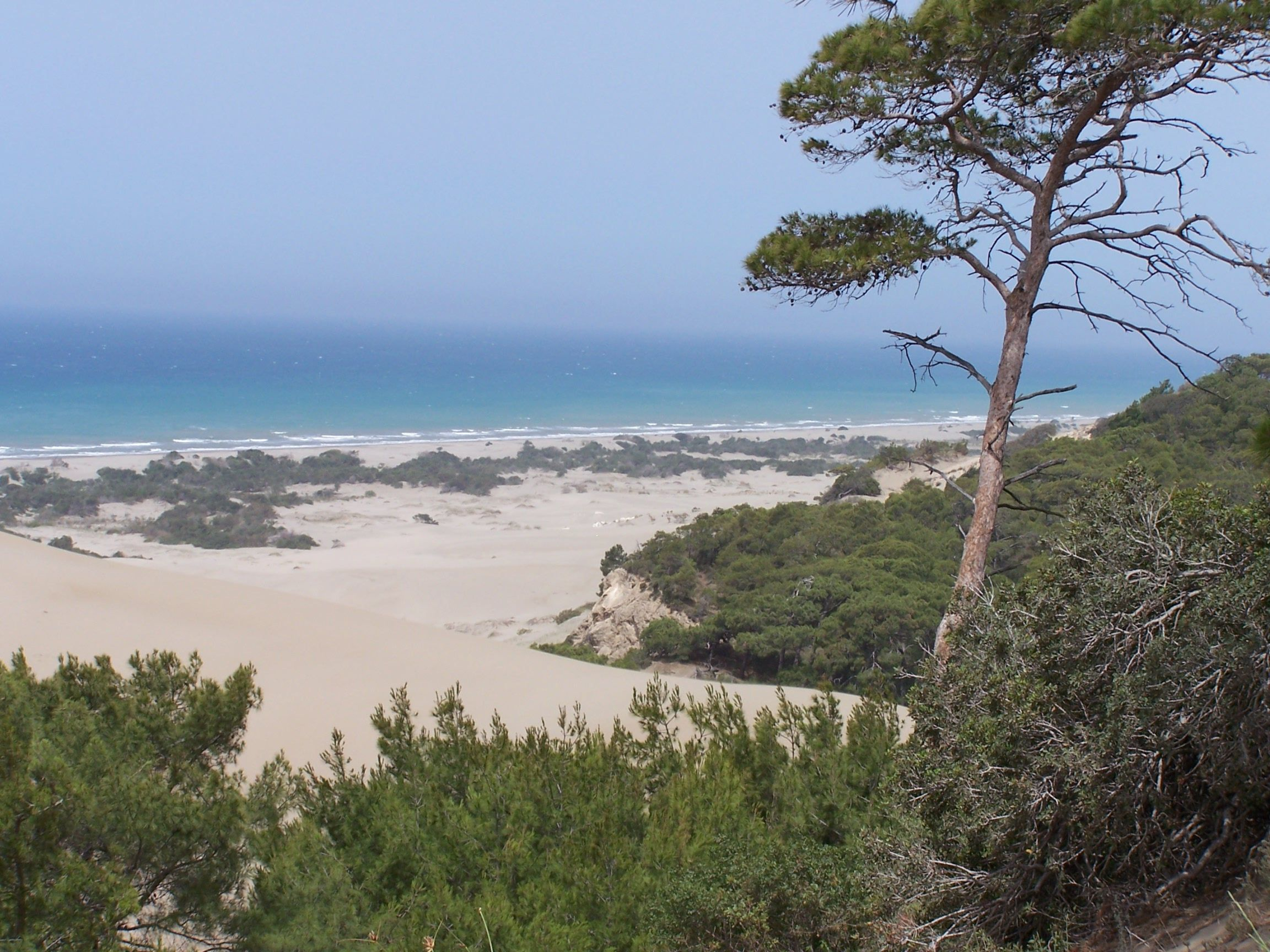
Dünenlandschaft bei Patara
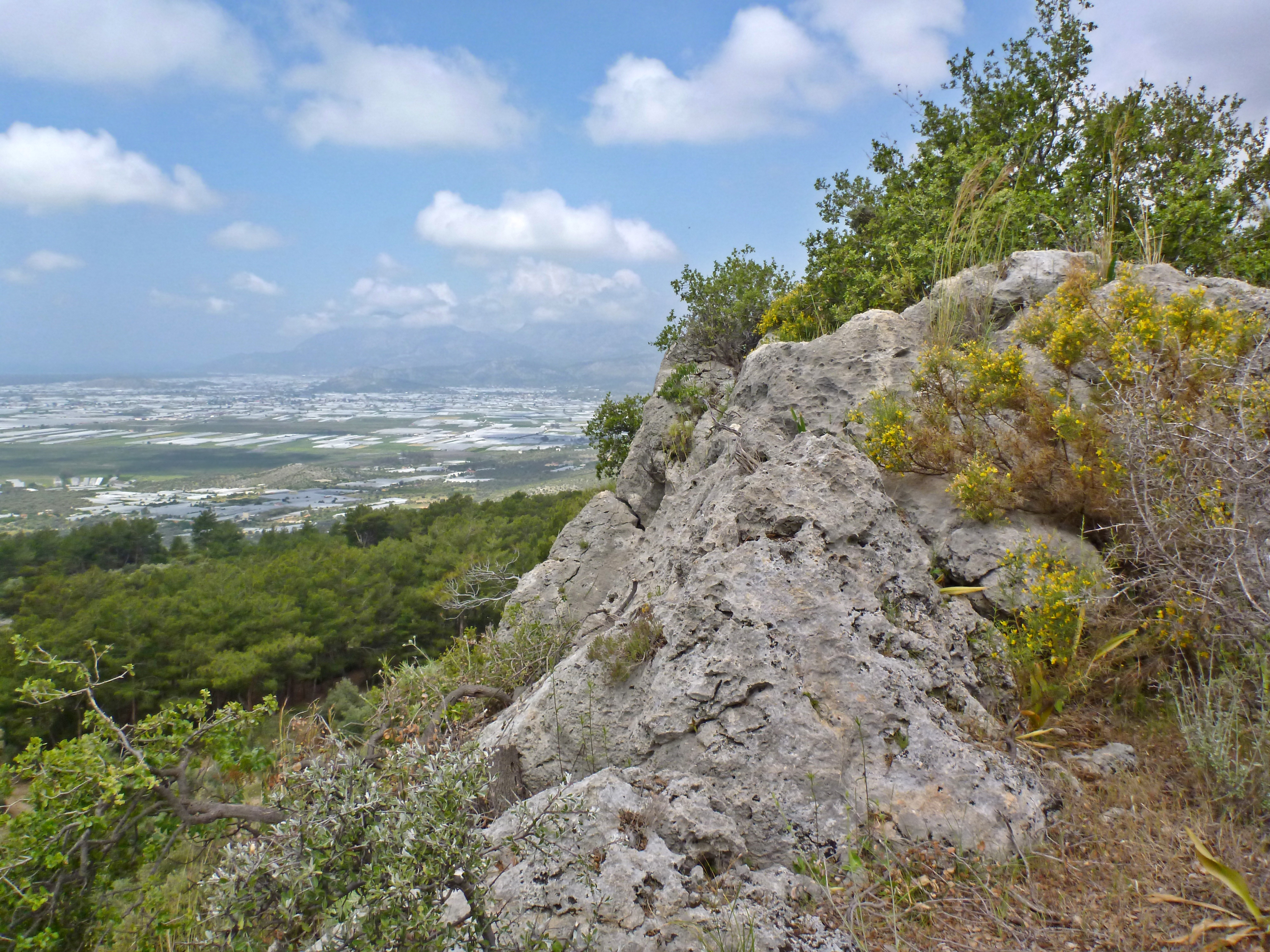
Gebirgslandschaft nördlich von Kalkan